# Roodkruindoornsnavel
De roodkruindoornsnavel (Chalcostigma ruficeps) is een vogel uit de familie Trochilidae (kolibries).

## Verspreiding en leefgebied
Deze soort komt voor van zuidoostelijk Ecuador tot het westelijke deel van Centraal-Bolivia.